# Brissarthe

Brissarthe este o comună în departamentul Maine-et-Loire, Franța. În 2009, avea o populație de 626 de locuitori.